# 2016年4月

## 4月1日
- 4月1日晚上，亞美尼亞與阿塞拜疆軍隊在納戈爾諾-卡拉巴赫交火，至4月2日至少18名亞美尼亞軍人和12名阿塞拜疆軍人喪生。[1]

## 4月2日
- 香港亞洲電視停播
  - 亞視因歷年經營不善，於2015年不獲香港政府續牌。其所有頻道按照原定計畫，於4月2日凌晨0時終止廣播。其一部分數碼電視頻道由viuTV接收。其模擬電視頻道則由港台電視接手（港台已經被分配自己的數碼電視頻譜）。[2]
  - 有亞視員工於正式終止廣播前指出，電視台方面會於停播前大約一分鐘播出「告別卡」[3]，但「告別卡」最終沒有出現，而在各頻道播出的節目也沒有完整播出便終止廣播[4]，惹來香港市民熱議[5][6][7]，有人批評亞視的停播安排太過草率。[8]

## 4月3日
- 敘利亞政府軍從伊斯蘭國手中收復霍姆斯省城鎮蓋爾亞廷。[9]
- 第35届香港电影金像奖揭晓，由郭富城主演的电影《踏血寻梅》获得七项大奖，成为当晚最多赢家。最佳电影则由未来主义题材电影《十年》获得，该片因涉及敏感题材而导致本届金像奖在中国大陆遭禁播[10][11]。
- 巴拿馬文件洩漏事件：由莫萨克—冯赛卡律师事务所洩漏出來的機密文件揭露全球權貴如何藏匿自身財富[12]。

## 4月5日
- 冰島總理西格蒙杜爾·戴維·貢勞格松因巴拿馬文件披露相關逃稅醜聞而辭去總理職務，為巴拿馬文件洩漏事件首位受影響政治人物[13]。

## 4月6日
- 柏克萊加州大學天文學者馬中珮實驗團隊發現，在離地球僅2百萬光年之外的中等星系NGC 1600中心，存在著一個超大質量黑洞，其質量為170億個太陽質量[14]。

## 4月8日
- 一艘載有數百名非洲偷渡者的船隻在地中海利比亞與意大利之間海域翻沉，可能多達500人喪生，一艘商船救起41名生還者。[15]

## 4月10日
- 印度喀拉拉邦帕拉沃奥尔一座印度教寺廟燃放煙花時發生爆炸，導致寺內建築物倒塌和引發大火，超過100人喪生。[16]
- 2016年乍得總統選舉進行投票。[17]
- 2016年秘魯總統選舉進行投票。[18]

## 4月13日
- 2016年韓國國會選舉進行投票。[19]
- 2016年敘利亞議會選舉進行投票。[20]

## 4月14日
- 日本九州熊本縣當地時間14日晚上9時26分發生規模6.5強震，震央位於熊本地方，震源深度僅約11公里，屬淺層地震，沒有海嘯危險。隨後再傳規模5.7、5.0、5.0、6.4強烈餘震。截至4月15日凌晨至少已有3死、89傷，19間房屋倒塌、1.6萬戶停電。[21]

## 4月16日
- 埃塞俄比亞甘貝拉州遭到南蘇丹部族武裝襲擊，有140名平民被殺，埃國安全部隊殺死60名武裝分子。[22]

## 4月17日
- 厄瓜多尔沿岸近海附近于4月17日07时58分37秒发生7.8级地震，震源深度19.2千米。[23]

## 4月19日
- 塔利班襲擊阿富汗首都喀布爾，至少64人喪生。[24]

## 4月20日
- 古巴共产党第七次全国代表大会闭幕，劳尔·卡斯特罗连任中央委员会第一书记，前任第一书记菲德尔·卡斯特罗也出席大会并发表讲话，会上同时选出17人组成的中央政治局和5人组成的书记处。[25]
- 本扬·沃拉吉當選老挝国家主席，通伦·西苏里當選老挝政府总理。[26]
- 美國最高法院判決，准許1983年贝鲁特军营炸弹袭击中喪生美軍的家屬從被凍結的20億美元伊朗資產取得賠償。[27]

## 4月24日
- 2016年奧地利總統選舉進行投票。[28]
- 2016年塞爾維亞國會選舉進行投票。[29]

## 4月26日
- 英國一個陪審團裁定1989年希爾斯堡慘劇喪生的96人「死於非法被殺」，並認為當時負責指揮在場警察的高級警官需要為疏忽而造成的誤殺負責。[30]
- 美国研究人员宣布通过哈勃望远镜首次发现矮行星鸟神星存在一颗卫星[31]。

## 4月28日
- 極迅瞬變光源太空觀測計畫（UFFO）之太空望遠鏡安裝在米哈伊爾·羅蒙諾索夫衛星（英语：Mikhailo Lomonosov (satellite)）上，由俄羅斯的聯盟號2.1a火箭自該國遠東地區、靠近堪察加半島與中俄邊境的東方航天港火箭發射場發射升天，為該處之第一次發射任務[32][33]。